# Eliana González
Eliana González (Buenos Aires, 7 de mayo de 1983) es una actriz y directora de escena argentina.

## Carrera
Comenzó actuando en la telenovela infantil Cebollitas, en 1997 con el personaje de "La limonera", y tres años más tarde actuó en otro clásico infantil, Chiquititas, interpretando a Zoe la vecina de hogar rincón de luz.
En 2004 integra el elenco de la serie juvenil Frecuencia 04, continua con participaciones en Casados con hijos, El tiempo no para, y entre 2006 y 2007 interpreta a la hija de Gabriela Toscano en Amas de casa desesperadas.
En cine actuó en las películas Imagining Argentina (2003), Maradona, la mano de Dios (2007) y Solos en la ciudad (2011).
Participa en la segunda temporada de Patito feo y Atracción x4. Luego es convocada por Antonio Gasalla para actuar en la obra Mas respeto que soy tu madre, obra que consigue el récord de más de un millón de espectadores.
En 2010 integra el elenco de la telenovela Secretos de amor, interpretando a la hija de la protagonista, Soledad Silveyra. Al año siguiente debuta como directora de teatro en la obra Supongamos. En 2014 realiza una participación especial en la telenovela Somos familia.

## Cine
| Año  | Título                    | Personaje                 |
| ---- | ------------------------- | ------------------------- |
| 1991 | Silencio mortal           | Desconocido               |
| 2003 | Imagining Argentina       | Desconocido               |
| 2007 | Maradona, la mano de Dios | Claudia Villafañe (joven) |
| 2009 | Un juego absurdo (corto)  | Romina                    |
| 2011 | Solos en la ciudad        | Déborah                   |

## Televisión
| Año       | Título                      | Canal    | Personaje                 |
| --------- | --------------------------- | -------- | ------------------------- |
| 1997      | Cebollitas                  | Telefe   | Agustina                  |
| 2000      | Chiquititas                 | Telefe   | Zoe                       |
| 2004      | Frecuencia 04               | Telefe   | Toya                      |
| 2004      | Floricienta                 | El Trece | Chica que sale con Franco |
| 2005      | Casados con hijos           | Telefe   | Gloria                    |
| 2006      | El tiempo no para           | Canal 9  | Desconocido               |
| 2006      | Amas de casa desesperadas   | El Trece | Julieta Martini           |
| 2007      | Romeo y Julieta             | Canal 9  | Macarena Aguirre          |
| 2008      | Patito feo                  | El Trece | Bárbara                   |
| 2008-2009 | Atracción x4 en Dream Beach | El Trece | Natalia                   |
| 2010      | Humor de primera            | El Trece | Varios                    |
| 2010      | Secretos de amor            | Telefe   | Paula Fernández Gaudio    |
| 2014      | Somos familia               | Telefe   | Vero                      |
| 2015      | Se trata de nosotros        | Orbe 21  | Paola Sosa - Ep. 8        |

## Teatro
| Año       | Obra                          | Director         |
| --------- | ----------------------------- | ---------------- |
| 2003      | Esperando la carroza          | Julia Calvo      |
| 2004      | Un tranvía llamado deseo      | Julia Calvo      |
| 2004      | La casa de Bernarda Alba      | Guillermo Flores |
| 2009–2010 | Más respeto, que soy tu madre | Antonio Gasalla  |
| 2011      | Supongamos                    | Agustín Alezzo   |